# Воденска фабрика за конопени въжета
Воденската фабрика за конопени въжета (на гръцки: Κανναβουργείο Έδεσσας) е индустриален комплекс от сгради в град Воден, Гърция.
Разположен е в южния край на Парка с водопадите, в близост до традиционния квартал на града Вароша. Състои се от три сгради. В централната е разположено производството, в най-малката, която е в непосредствена близост до нея, е била администрацията и в третата, отдалечена на по-голямо разстояние, вероятно е бил старият двигател. Покривите на сградите са дървени, с европейски керемиди и триъгълни фронтони.
Фабриката е основана в 1908 година от сдружение „Тоцка и партньори“ и други по-малки акционери от Солун. Първият ѝ директор е опитният негушки индустриалец Ираклис Хадзидимулас. Фабриката става оперативна в 1913 година и е най-голямата за производство на въжета в Гърция, особено в междувоенния период.
Фабриката произвежда въжета и нишки от индийски коноп. Продуктите са с много високо качество и издръжливост. Машините, приготвящи преждата, а след това и въжетата, се задвижват с енергия от водните ресурси на града.
Комплексът работи като фабрика до 1967 година, когато е изоставен. След това в 1997 година е преустроен в комплекс за отдих и работи като такъв до 2014 година, когато е затворен отново.
В 1983 година като „забележителен индустриален комплекс, свързан с историята на града“ фабриката е обявена за паметник на културата.